# Elachiptera attenuata
Elachiptera attenuata är en tvåvingeart som först beskrevs av Adams 1908.  Elachiptera attenuata ingår i släktet Elachiptera och familjen fritflugor. Inga underarter finns listade i Catalogue of Life.